# Giuseppe Cremonini Bianchi
Giuseppe Cremonini, alla nascita Giuseppe Bianchi (Cremona, 25 novembre 1866 – Cremona, 9 maggio 1903), è stato un tenore italiano.
Apprezzato per la potente voce lirica, ebbe un vasto repertorio che andava dal belcanto di Donizetti e Rossini, alla grande opera di Verdi, le opere veriste di Mascagni, le opere francesi di Gounod e Massenet e quelle tedesche di Richard Wagner. Egli cantò in numerose prime mondiali durante la sua carriera, incluso il primo ruolo di Chevalier des Grieux nella produzione originale del 1893 della Manon Lescaut di Puccini.
La sua carriera venne prematuramente stroncata dalla morte improvvisa avvenuta nel 1903 all'età di 36 anni.

## Biografia
Giuseppe Bianchi nacque in una famiglia povera a Cremona, iniziando ben presto a studiare canto con il maestro Cima. Adottato il nome di Cremonini (in onore della città natale), fece il suo primo esordio professionale nel 1889 al Teatro Politeama di Genova interpretando Carlo nella Linda di Chamounix di Donizetti. L'anno seguente assunse il ruolo di Wilhelm Meister nel Mignon di Ambroise Thomas sia al Teatro Filodrammatico di Milano, sia al Teatro Coccia di Novara. Nel 1891 ricevette il ruolo di Turiddu nella Cavalleria rusticana di Pietro Mascagni, insieme alla famosa primadonna Hariclea Darclée, nel ruolo di Santuzza al Teatro Nazionale di Bucarest. Lo stesso anno gli fu attribuito un notevole successo nell'aver impersonato il personaggio principale de L'amico Fritz di Pietro Mascagni alle prime di Mantova, Faenza e Palermo. Nel 1892 fece il suo esordio a Londra nel ruolo di Nadir nel Les Pêcheurs de perles di Bizet e come Alfredo ne La traviata di Verdi.
Il primo febbraio 1893, Cremonini creò il ruolo del Chevalier des Grieux nella prima mondiale del Manon Lescaut di Giacomo Puccini al Teatro Regio di Torino. Fu la prima volta di tante in cui egli cantò sul palcoscenico insieme con Cesira Ferrani, che ebbe il ruolo di Manon. Nel 1894, Cremonini e Ferrani ripresero i loro ruoli alla prima del Manon Lescaut a La Scala e poi cantarono nuovamente insieme successivamente alla prima mondiale del Fior d'Alpe di Alberto Franchetti, nei ruoli di Paolo e Maria.

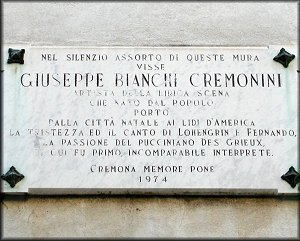
Targa in onore di Giuseppe Cremonini a Cremona

Nel 1894, Cremonini assunse il ruolo principale nella prima mondiale de Il voto di Pietro Vallini al Teatro Costanzi. Nel 1896 interpretò numerosi ruoli al Royal Opera House di Londra, incluso Turiddu, Don Ottavio nel Don Giovanni, Lyonel in Martha, Gennaro in Lucrezia Borgia, Edgardo in Lucia di Lammermoor, il Duca di Mantova nel Rigoletto, e Faust nel Mefistofele. L'anno seguente fece il suo debutto al Teatro dell'Opera di Berlino come Don Ottavio. Tra il 1895 e il 1897, egli impersonò Fernando ne La favorita di Donizetti in diversi teatri di tutta Europa.
Cremonini fece il suo esordio in America nel 1900, con la prima americana della Tosca di Puccini (nel ruolo di Mario Cavaradossi) al Metropolitan Opera di New York. Riprese successivamente il suo ruolo nella Tosca nelle prime di Boston e Chicago. Altri ruoli di Cremonini al Metropolitan includono Alfredo, Nadir, Rodolfo ne La bohème, Fenton in Falstaff, Faust nel Mefistofele, e come interprete principale nel Faust di Gounod e nel Lohengrin di Wagner.
Nel 1902 tornò in Italia dove impersonò Edgardo in Lucia di Lammermoor, Jean Gaussin nel Sapho di Massenet, e quello di Stolzing nel Die Meistersinger von Nürnberg. La sua ultima esibizione, come Chevalier des Grieux si ebbe nel Manon di Massenet nella città natale, Cremona, datata pochi giorni prima della sua morte nel 1903.
A differenza di altri cantanti importanti del suo tempo, come Caruso, Tamagno, Marconi, De Lucia e altri, che tra 1902 e 1903 incisero loro interpretazioni di arie liriche, sembra che Cremonini non abbia fatto alcuna registrazione grammofonica. La sua voce, dunque, risulta finora per noi perduta.

## Repertorio
| Ruolo                 | Titolo                          | Autore     |
| --------------------- | ------------------------------- | ---------- |
| Arturo Talbo          | I puritani                      | Bellini    |
| Nadir                 | I pescatori di perle            | Bizet      |
| Henri Smith           | La bella fanciulla di Perth     | Bizet      |
| Don José              | Carmen                          | Bizet      |
| Faust                 | Mefistofele                     | Boito      |
| Nemorino              | L'elisir d'amore                | Donizetti  |
| Gennaro               | Lucrezia Borgia                 | Donizetti  |
| Edgardo di Ravenswood | Lucia di Lammermoor             | Donizetti  |
| Fernando              | La favorita                     | Donizetti  |
| Carlo                 | Linda di Chamounix              | Donizetti  |
| Riccardo              | Maria di Rohan                  | Donizetti  |
| Lionello              | Martha                          | Flotow     |
| Paolo                 | Fior d'Alpe                     | Franchetti |
| Assad                 | La regina di Saba               | Goldmark   |
| Faust                 | Faust                           | Gounod     |
| Romeo Montecchi       | Romeo e Giulietta               | Gounod     |
| Turiddu               | Cavalleria rusticana            | Mascagni   |
| Fritz Kobus           | L'amico Fritz                   | Mascagni   |
| Osaka                 | Iris                            | Mascagni   |
| Cavalier Des Grieux   | Manon                           | Massenet   |
| Jean Gaussin          | Sapho                           | Massenet   |
| Don Ottavio           | Don Giovanni                    | Mozart     |
| Enzo Grimaldo         | La Gioconda                     | Ponchielli |
| Des Grieux            | Manon Lescaut                   | Puccini    |
| Rodolfo               | La bohème                       | Puccini    |
| Mario Cavaradossi     | Tosca                           | Puccini    |
| Conte d'Almaviva      | Il barbiere di Siviglia         | Rossini    |
| Wilhelm Meister       | Mignon                          | Thomas     |
| Duca di Mantova       | Rigoletto                       | Verdi      |
| Alfredo Germont       | La traviata                     | Verdi      |
| Fenton                | Falstaff                        | Verdi      |
| Lohengrin             | Lohengrin                       | Wagner     |
| Walter von Stholzing  | I maestri cantori di Norimberga | Wagner     |
| Sigfrido              | Sigfrido                        | Wagner     |
| Sigfrido              | Il crepuscolo degli dei         | Wagner     |